# Robert Kissous
Robert Kissous est un militant associatif pro-palestinien.

## Biographie
Il a été secrétaire général de l'Association France-Palestine Solidarité. À ce titre, il s'est opposé en 2008 à l’exploitation par la société Veolia d’une ligne de tramway reliant Jérusalem-Ouest (israélienne), via Jérusalem-Est (palestinienne), à deux colonies juives de Cisjordanie. Cette ligne est considérée comme contraire au droit international par le Conseil de sécurité des Nations unies comme par la Cour internationale de justice de La Haye.
Il a été membre du CA de CAPJPO et a quitté cette organisation fin 2003 dont il dénonce les dérives.
En 2004, il critique la liste Euro-Palestine présentée aux élections européennes et s'oppose vertement à Dieudonné et Alain Soral. 
Il est l'un des organisateurs du Tribunal Russell sur la Palestine dont les travaux ont commencé le 4 mars 2009.
Favorable au boycott de produits d'Israël, particulièrement aux produits des colonies israéliennes, tant que ce pays viole le droit international, il adresse, en juin 2009, une lettre ouverte à Georges Frêche, pour s'opposer à l'installation de la société israélienne Agrexco - qui exporte 70 % des produits agricoles des colonies israéliennes - dans le port de Sète. Il y précise que l'installation de la centrale Agrexco « ne tient aucun compte du contexte créé par l'intensification de la colonisation de la Cisjordanie - dont Jérusalem - » » mais constitue davantage un encouragement à maintenir la dépossession du peuple palestinien, l'empêchant d'avoir son État et maintenant une situation de guerre permanente dans la région.
Il participe régulièrement aux revues Politis et Le Monde diplomatique.